# Quartier de la Place-Vendôme

Mapa do 1er arrondissement.

Place Vendôme é um dos quatro quartiers do 1º arrondissement da cidade de Paris, na França. Deve seu nome à Place Vendôme que ocupa toda a área.